# مايك نوكس
 مايكل شون هيتنغ  (بالإنجليزية: Mike Knox)‏ مصارع أمريكي محترف كان يصارع في الدبليو دبليو أي تحت اسم مايك نوكس ظهر في الدبليو دبليو أي في عام 2005 وأنتهى عقده سنة 2010 حين خسر للمصارع جاي تي جي في نفس الليلة التي أعلن الاتحاد عن رحيله.

## روابط خارجية
- مايك نوكس على موقع IMDb (الإنجليزية)
- مايك نوكس على موقع CageMatch worker (الإنجليزية)
- مايك نوكس على موقع عالم المصارعة على الإنترنت (الإنجليزية)
- مايك نوكس على موقع عالم المصارعة على الإنترنت (الإنجليزية)